# 5618 Saitama
5618 Saitama este un asteroid din centura principală de asteroizi.

## Descriere
5618 Saitama este un asteroid din centura principală de asteroizi. A fost descoperit pe 4 martie 1990 la Dynic de Atsushi Sugie. El prezintă o orbită caracterizată de o semiaxă mare de 2,25 ua, o excentricitate de 0,12 și o înclinație de 7,1° în raport cu ecliptica.